# Coupe Gambardella 2001-2002
Navigation
Édition précédente Édition suivante
La coupe Gambardella 2001-2002 est la 48e édition de l'épreuve organisée par la Fédération française de football et ses ligues régionales. La compétition est ouverte aux équipes de football de jeunes dans la catégorie des 18 ans.
Ce sont 2 225 clubs qui participent à cette édition de la coupe Gambardella. La compétition comprend une première phase régionale suivi d'une phase nationale comportant huit tours.
Le vainqueur de l'édition 2001-2002, le FC Metz est sorti de la coupe Gambardella au stade des 64e de finale. La finale est remportée par le FC Nantes face à l'OGC Nice.

## Tournoi

### Trente-deuxièmes de finale
Le tirage au sort des 32e de finale de l'épreuve est effectué le 18 décembre 2001 par Jacques Faty et Florent Chaigneau, champions du monde des moins de 17 ans 2001. Les matchs se déroulent le week-end des 19 et 20 janvier 2002 sur le terrain du club premier nommé,,,.
| Équipe 1                     | Résultat | Équipe 2                      | T.a.b. |
| ---------------------------- | -------- | ----------------------------- | ------ |
| US Orléans (7)               | 1-1      | (4) Valenciennes              | 4-2    |
| Le Puy Foot (6)              | 0-4      | (2) Nîmes Olympique           |        |
| JS Coulaines (7)             | 0-10     | (2) Le Havre AC               |        |
| FC Sète (3)                  | 0-4      | (3) Toulouse FC               |        |
| Olympique Saint-Quentin (6)  | 0-2      | (2) US Créteil                |        |
| ASOA Valence (3)             | 1-1      | (1) Olympique de Marseille    | 4-5    |
| Paris SG (1)                 | 1-1      | (2) Amiens SCF                | 4-5    |
| FC Bourg-Péronnas (6)        | 1-1      | (2) FC Istres                 | 3-1    |
| Stade de Reims (3)           | 0-1ap    | (1) LOSC Lille Métropole      |        |
| FC Vaulx-en-Velin (6)        | 2-2      | (2) AC Ajaccio                | 3-5    |
| US Boulogne (3)              | 1-3      | (1) CS Sedan Ardennes         |        |
| Aurillac FCA (6)             | 0-0      | (2) FC Martigues              | 1-4    |
| CS Louhans-Cuiseaux (3)      | 0-3      | (1) Olympique lyonnais        |        |
| AS Cannes (3)                | 1-1      | (1) Montpellier HSC           | 4-5    |
| FC Chartres (6)              | 1-1      | (3) Racing CP                 | 3-4    |
| FC Libourne-Saint-Seurin (4) | 2-3      | (1) FC Nantes                 |        |
| FC Mulhouse (4)              | 0-5      | (2) AS Nancy-Lorraine         |        |
| OGC Nice (2)                 | 1-1      | (1) AS Monaco                 | 5-4    |
| US Saint-Omer (6)            | 1-5      | (1) RC Lens                   |        |
| AS Vitré (6)                 | 0-0      | (6) FC Saint-Médard en Jalles | 5-6    |
| FCSR Haguenau (6)            | 2-5ap    | (1) FC Sochaux                |        |
| US Montagnarde (7)           | 0-5      | (2) Stade lavallois           |        |
| US Vandœuvre (7)             | 2-0      | (7) AC Boulogne-Billancourt   |        |
| EA Guingamp (1)              | 1-1      | (1) Stade rennais             | 2-3    |
| AS Saint-Etienne (2)         | 1-0      | (1) AJ Auxerre                |        |
| Angoulème FC (3)             | 0-1      | (1) Girondins de Bordeaux     |        |
| US Ivry (6)                  | 0-0      | (3) US Lusitanos Saint-Maur   | 4-3    |
| Tours FC (6)                 | 2-1      | (2) SM Caen                   |        |
| Grenoble Foot (2)            | 3-2      | (2) RC Strasbourg             |        |
| Rennes CPB (7)               | 2-4      | (3) Stade brestois            |        |
| CS Brétigny (5)              | 2-1      | (1) ES Troyes AC              |        |
| Chamois niortais (2)         | 1-0ap    | (3) Angers SCO                |        |

### Seizièmes de finale
Les 16e de finale de l'épreuve ont lieu le week-end des 9 et 10 février 2002 sur le terrain du club premier nommé,.
| Équipe 1                  | Résultat | Équipe 2               | T.a.b. |
| ------------------------- | -------- | ---------------------- | ------ |
| Olympique lyonnais        | 1-2ap    | OGC Nice               |        |
| Nîmes Olympique           | 2-1      | Toulouse FC            |        |
| US Ivry                   | 0-2      | LOSC Lille Métropole   |        |
| FC Saint-Médard en Jalles | 1-1      | Olympique de Marseille | 5-4    |
| Racing CP                 | 0-0      | FC Sochaux             | 5-4    |
| FC Bourg-Péronnas         | 0-3      | FC Martigues           |        |
| US Créteil                | 0-3      | FC Nantes              |        |
| Montpellier HSC           | 7-0ap    | AC Ajaccio             |        |
| US Vandœuvre              | 1-0      | CS Sedan Ardennes      |        |
| Stade lavallois           | 1-2      | Le Havre AC            |        |
| AS Saint-Etienne          | 2-0ap    | Amiens SCF             |        |
| Tours FC                  | 1-3      | Stade rennais          |        |
| AS Nancy-Lorraine         | 0-0      | RC Lens                | 4-3    |
| Chamois niortais          | 1-0      | Stade brestois         |        |
| CS Brétigny               | 0-0      | Grenoble Foot          | 3-5    |
| US Orléans                | 0-7      | Girondins de Bordeaux  |        |

### Huitièmes de finale
Le tirage au sort est effectué le 13 février 2002. Les huitièmes de finale ont lieu les 2 et 3 mars 2002 sur le terrain du club premier nommé,,.
| Équipe 1                  | Résultat | Équipe 2              | T.a.b. |
| ------------------------- | -------- | --------------------- | ------ |
| FC Martigues              | 2-1      | AS Saint-Étienne      |        |
| LOSC Lille Métropole      | 1-1      | Stade rennais         | 3-4    |
| Montpellier HSC           | 2-3      | OGC Nice              |        |
| Le Havre AC               | 2-4      | FC Nantes             |        |
| Nîmes Olympique           | 0-2ap    | Grenoble Foot         |        |
| AS Nancy-Lorraine         | 3-1      | Chamois niortais      |        |
| FC Saint-Médard en Jalles | 0-2      | Girondins de Bordeaux |        |
| US Vandœuvre              | 0-1      | Racing CP             |        |

### Quarts de finale
Le tableau des rencontres des quarts de finale est tiré au sort le 12 mars, les matchs sont joués les 24 et 27 mars,.
| Équipe 1              | Résultat | Équipe 2     | T.a.b. |
| --------------------- | -------- | ------------ | ------ |
| Stade rennais         | 1-1      | OGC Nice     | 3-4    |
| AS Nancy-Lorraine     | 1-1      | FC Martigues | 4-5    |
| Girondins de Bordeaux | 0-1      | FC Nantes    |        |
| Grenoble Foot         | 3-1      | Racing CP    |        |

### Demi-finale
Le tirage au sort des demi-finales est effectué le 28 mars, les rencontres se déroulent le 20 avril au stade municipal de Vineuil,,.
| Équipe 1  | Résultat | Équipe 2      | T.a.b. |
| --------- | -------- | ------------- | ------ |
| OGC Nice  | 3-1      | FC Martigues  |        |
| FC Nantes | 5-0      | Grenoble Foot |        |

### Finale
La finale a lieu au Stade de France le 11 mai 2002 en lever de rideau de la finale de la coupe de France SC Bastia-FC Lorient. Elle est remportée 1-0 par le FC Nantes devant l'OGC Nice,.
| Équipe 1  | Résultat | Équipe 2 | T.a.b. |
| --------- | -------- | -------- | ------ |
| FC Nantes | 1-0      | OGC Nice |        |

Il s'agit de la troisième victoire du FC Nantes dans l'épreuve,.
Feuille de match
| 11 mai 2002 | FC Nantes            | 1-0 | OGC Nice | Stade de France          |                          |
| | Baptiste Ibrahim 44e | (1-0) |          | Arbitrage : Mathieu Grin | Arbitrage : Mathieu Grin |
| | Rapport              | |          | Arbitrage : Mathieu Grin | Arbitrage : Mathieu Grin |
| Alexis Thébaux – David Leray, Stephen Drouin 20e, Mouhamadou Ba 90+2e, Délis Ahou - Vincent Laban, Émerse Faé , Milos Dimitrijevic, Luigi Glombard (Clément Raffin 58e ) - Sylvain Laurent (Samir Louadj 90e ), Baptiste Ibrahim. · Entraîneur : Serge Le Dizet. | Équipes              | Guillaume Le Cousturier - Anthony Soubervie (Anthony Dodd 68e ), Robin Desserme, Anthony Scaramozzino, Grégory Richier (Cédric Miceli 67e ) - Fabien Lamatina, Jérôme Ségreto, Franck Moziyan, Alexis Ducoins - Simon Feindouno, Franck Padovani (Sébastien Tordo 80e ). · Entraîneur : Alain Wathelet. |          | Arbitrage : Mathieu Grin | Arbitrage : Mathieu Grin |